# Louis Weichardt
Louis Theodor Weichardt (Paarl, 21 mei 1894 - 26 oktober 1985), was een Zuid-Afrikaans nationaalsocialistisch politicus.
Louis Weichardt werd uit Duitse ouders geboren in Paarl. Voor de aanvang van zijn politieke loopbaan was hij kapper in Kaapstad. Op 26 oktober 1933 stichtte hij met steun van de sinds 1932 in Zuid-Afrika actieve buitenlandafdeling van de Duitse NSDAP/AO de Suid-Afrikaanse Nie-Joodse Nasionaal-Sosialistiese Beweging ("Zuid-Afrikaanse Niet-Joodse Nationaal-Socialistische Beweging"), een antisemitische partij die streefde naar samenwerking tussen de "twee blanke rassen" in Zuid-Afrika, die der Afrikaners en de Engelstaligen tegen de toenemende Joodse immigranten en het zogenaamde "swart gevaar". Al snel werden de paramilitaire ordetroepen van de partij (gemodelleerd naar de SA), de Gryshemde ("Grijshemden"), zo bekend, dat de naam van de ordetroepen al gauw de benaming werd voor de partij in het algemeen.
Louis Weichardt werd tijdens de Tweede Wereldoorlog geïnterneerd. Na de oorlog werkte hij nauw samen met de Oswald Pirow, de leider van de nationaalsocialistische Nuwe Orde ("Nieuwe Orde"). In 1948 ontbond Weichardt zijn partij en sloot zich aan bij Malans Nasionale Party die datzelfde jaar de parlementsverkiezingen. Van 1956 tot 1970 was hij senator voor de Natalprovincie.
Louis Weichardt ontkende in de jaren na de oorlog anti-Joods te zijn: hij beweerde alleen tegen het "Joodse communisme" te zijn.
Hij overleed op 91-jarige leeftijd, op 26 oktober 1985.

## Verwijzingen
1. ↑  Old Master: The Life of Jan Christian Smuts, door: Rene Kraus, 1944, blz. 334
2. ↑  Veel Europese Joden vestigden zich als gevolg van de racistische politiek in Duitsland, maar ook andere Europese landen, in Zuid-Afrika